# Capra pyrenaica pyrenaica

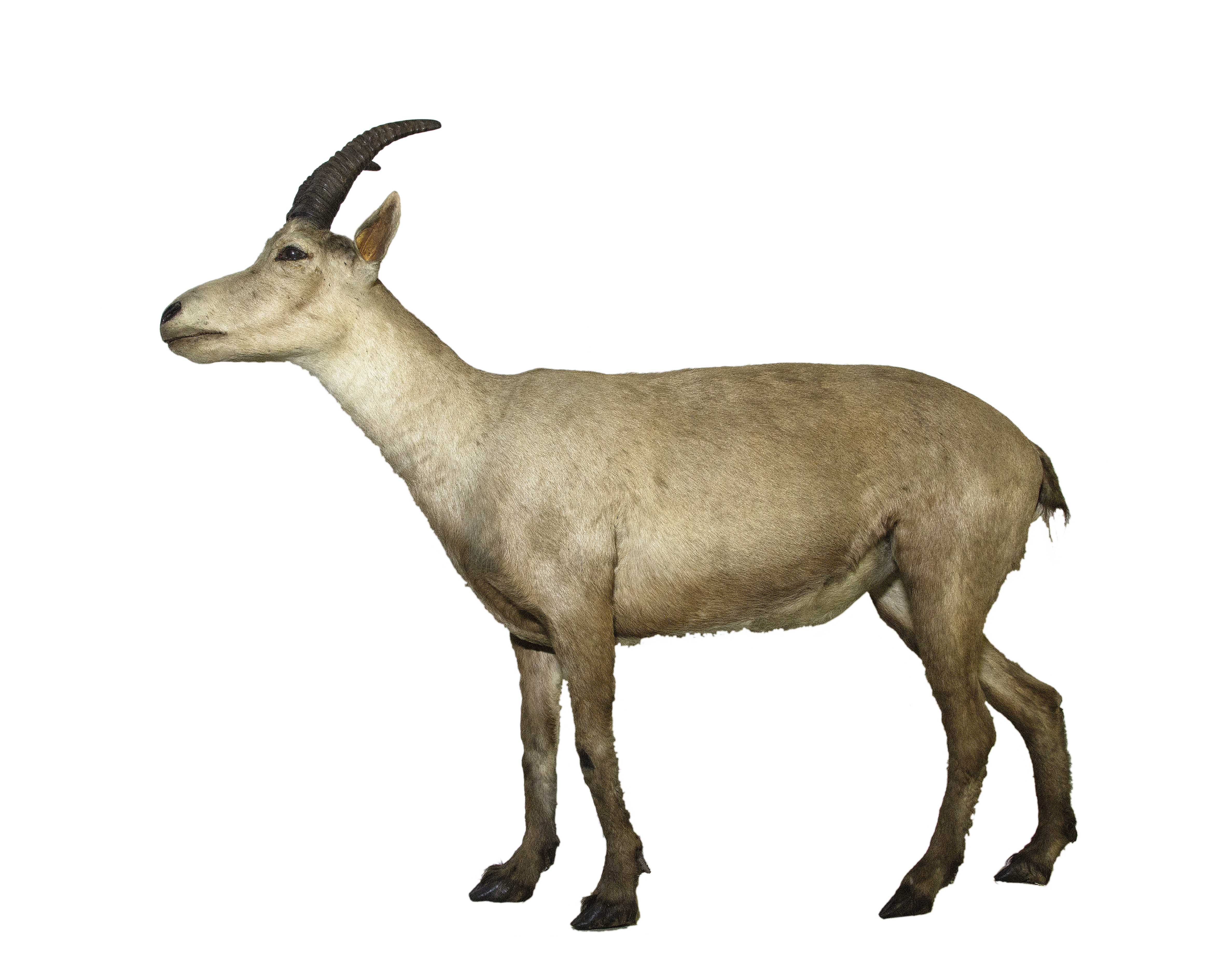
Capra pyrenaica pyrenaica

Capra pyrenaica pyrenaica hay còn được biết đến với tên dê núi Pyrénées hay trong tiếng Tây Ban Nha gọi chúng là bucardo, là một trong bốn phân loài của dê núi Iberia, một loài đặc hữu của bán đảo Iberia. Dê núi Pyrénées từng phổ biến nhất trong dãy núi Cantábrica, miền nam nước Pháp và ở phía bắc dãy Pyrénées. Phân loài này đã từng rất phổ biến trong thời Holocen và Pleistocen muộn, trong đó hình thái của chúng có đôi chút khác biệt, chủ yếu là vài hộp sọ của dê núi Pyrénées là lớn hơn so với các phân loài Capra khác ở tây nam châu Âu trong cùng một thời gian.

## Lịch sử
Có nhiều thuyết về sự tiến hóa và lịch sử di cư của C. pyrenaica vào bán đảo Tây Ban Nha. Các nhà khoa học, bao gồm cả các nhà cổ sinh vật học và di truyền học, nên tiếp tục tìm kiếm chứng cứ cổ sinh vật học, phát sinh chủng loài và các bằng chứng khác để phát hiện ra kết nối phân tử giữa các phân loài khác nhau. Hiểu biết lịch sử của loài có thể giúp các nhà khoa học hiểu rõ hơn làm thế nào các loài dê núi, C. pyrenaica ảnh hưởng tới khu vực, đồng thời có thể cung cấp một sự hiểu biết mới cho mối quan hệ giữa các phân loài.
Có một khả năng là loài C. pyrenaica tiến hóa từ một tổ tiên có quan hệ họ hàng với C. caucasica từ Trung Đông tại "đầu thời kỳ băng hà cuối cùng (120-80 ngàn năm trước)". C. pyrenaica rất có thể đã di chuyển từ phía bắc dãy núi Alps và đi qua miền nam nước Pháp vào khu vực Pyrénées ở đầu kỳ Magdalénien khoảng 18 ngàn năm trước. Nếu điều này là đúng thì C. caucasica praepyrenaica có thể đã khác biệt nhiều hơn so với ba loài dê hoang dã khác từng sống trên bán đảo Tây Ban Nha mà các nhà khoa học hiện đã biết. Vấn đề đối với giả thuyết này là di truyền học cho thấy hai loài C. pyrenaica và C. ibex có thể có chung một nguồn gốc, có thể là C. camburgensis.